# Þistilfjörður
Der Þistilfjörður (wörtl. „Distelfjord“) ist ein Fjord im Nordosten Islands. Es handelt sich aber eher um eine große Bucht als um einen typischen Fjord.
Dieser erstreckt sich nämlich rund 50 Kilometer zwischen der Halbinsel Langanes im Osten und der Halbinsel Melrakkaslétta im Westen, reicht aber nur 30 Kilometer weit in das Land. Die größeren Ortschaften im Þistilfjörður sind Þórshöfn und Raufarhöfn. Sie sind auf dem Norðausturvegur  zu erreichen.